# Gäddfabrik

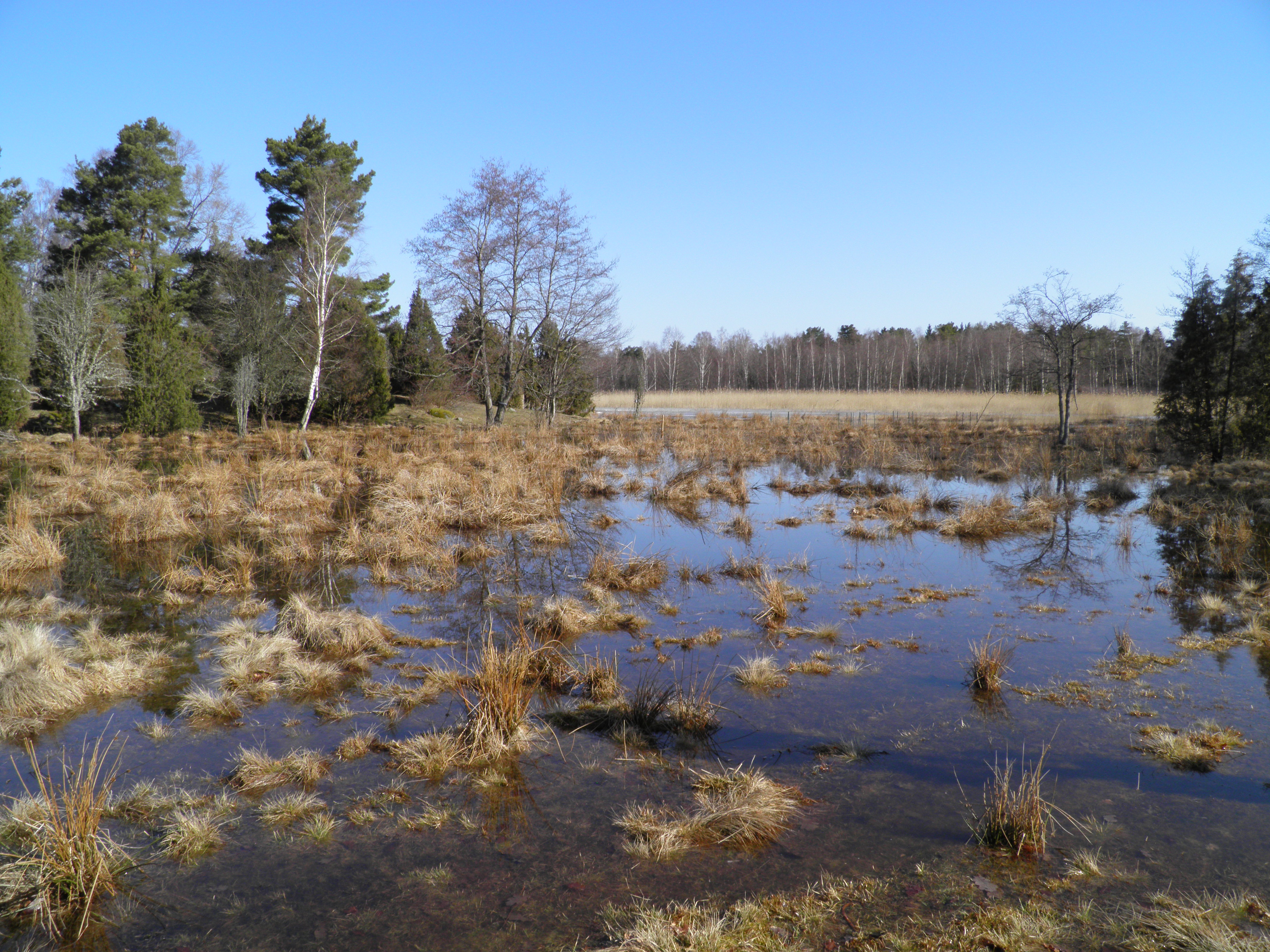
Kronobäcks våtmark i Mönsterås kommun, Småland, är ett exempel på en renoverad våtmark som nu fungerar som gäddfabrik.

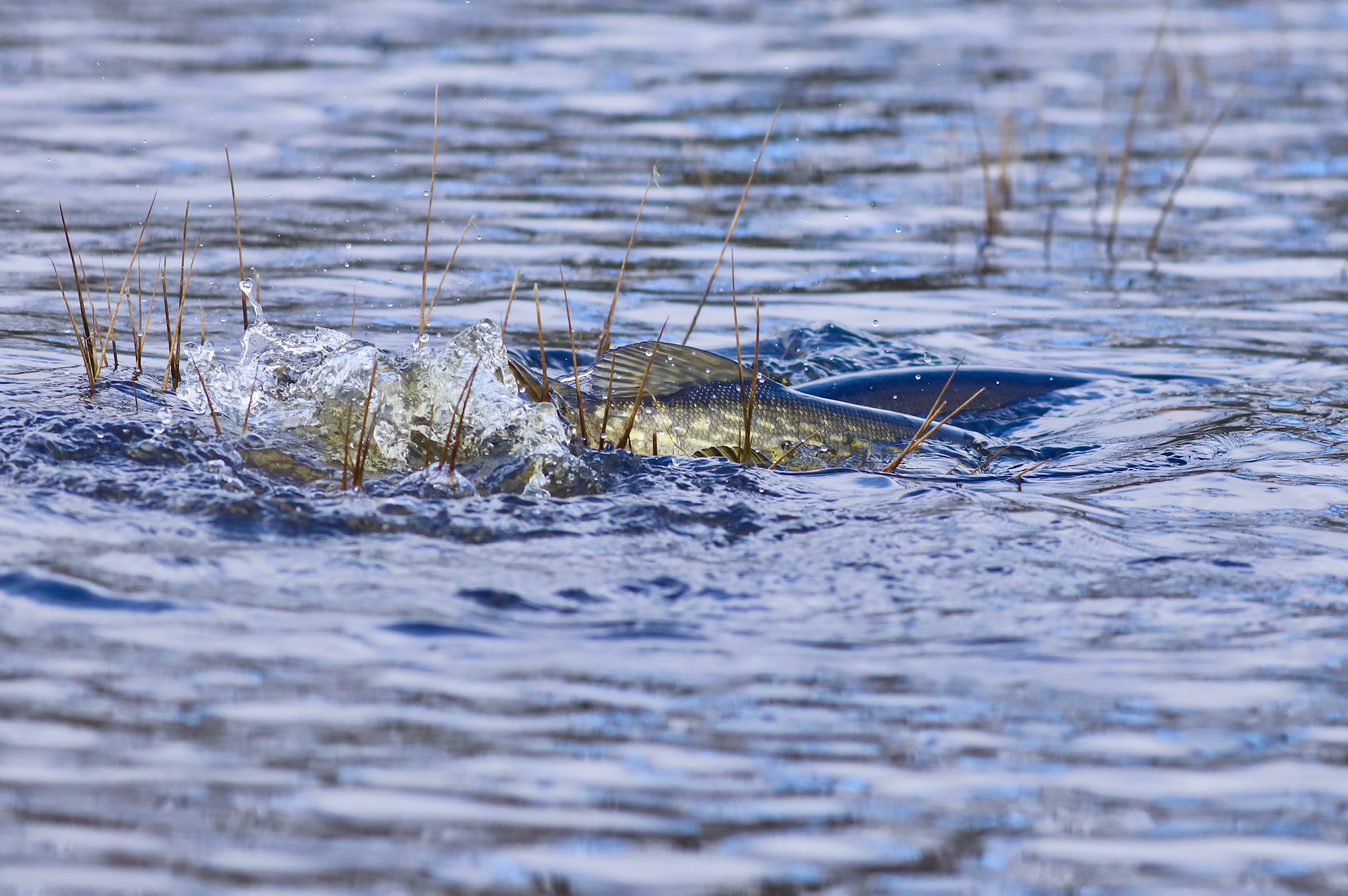
Gäddleken sker gärna på grunt vatten med mycket vegetation.

En gäddfabrik är en våtmark som restaurerats för att öka produktionen och överlevnaden av gäddyngel. En sådan våtmark är oftast belägen vid ett kustnära vattendrag och anläggs så att merparten av ytan översvämmas på våren för att sedan gradvis torka ut (eller tömmas) på sommaren. Resultatet blir en grund våtmark med mycket gräsvegetation som snabbt värms upp på våren och där lekande gäddor och senare yngel får skydd av växtligheten. En välfungerande gäddfabrik kan producera tiotusentals gäddyngel på en säsong och är tänkta att stärka kustlevande bestånd i Östersjön. Merparten av gäddorna längs Östersjökusten är vandrande och simmar upp i vattendrag för att leka och det är därför viktigt att vandringsvägen till gäddfabriken är fri från hinder. Gäddfabriker blir även bra miljöer för fåglar, stoppar näring att nå kusten samt gynnar biologisk mångfald i stort. Åtgärder för att skapa gäddfabriker har i Sverige främst drivits från natur- och fiskeorganisationer, ofta med finansiering från regionala eller nationella myndigheter. 